# 丹後 (戦艦)
| 竣工当時の「ポルタヴァ」           | |
| 艦歴                               | |
| 発注                               | サンクトペテルブルク、ニュー・アドミラルティ海軍造船所 |
| 起工                               | 1892年5月1日 |
| 進水                               | 1894年11月6日 |
| 就役                               | 1897年竣工、1900年6月就役。 |
| 改名                               | 1905年8月22日、「丹後」と命名。 |
| 除籍                               | 1916年4月4日 |
| 性能諸元（（）内は「丹後」のもの） | |
| 排水量                             | 常備：11,500トン（10,960トン） 満載：11,400トン |
| 全長                               | 114.6m 112.5m（水線長） |
| 全幅                               | 21.3m（21.34m） |
| 吃水                               | 8.6m（7.77m） |
| 機関                               | 形式不明石炭専焼円缶14基 （丹後：宮原式石炭専焼水管缶16基） +直立型三段膨脹式三気筒レシプロ機関2基2軸推進 |
| 最大出力                           | 竣工時：11,213hp 丹後：10,600hp |
| 最大速力                           | 竣工時：18.0ノット 丹後：16.2ノット |
| 航続距離                           | 竣工時：10ノットで3,500海里（満載） 丹後：10ノット/10,000海里 |
| 燃料                               | 竣工時：石炭：700トン（常備）、1,000トン（満載） 丹後：2,056トン |
| 乗員                               | 668名 |
| 兵装                               | 竣工時： Pattern 1895 30.5cm（40口径）連装砲2基 Pattern 1892 15.2cm（45口径）連装速射砲4基&同単装速射砲4基 オチキス 4.7cm（43.5口径）単装速射砲12基 オチキス 3.7cm（23口径）ガトリング機砲28基 38.1cm水上魚雷発射管単装4門 45.7cm水中魚雷発射管単装2門 パラノフシキー 6.35cm（19口径）野砲2基 機雷50個 丹後： 30.5cm（40口径）連装砲2基 アームストロング 15.2cm（45口径）連装速射砲4基&同単装速射砲4基 アームストロング 7.6cm（40口径）単装速射砲10基 オチキス 4.7cm（43.5口径）単装速射砲4基 45.7cm水上魚雷発射管単装2門 |
| 装甲                               | クルップ鋼 舷側：185〜368mm（水線部主装甲）、185〜305mm（主砲弾薬庫）、127mm（水線上部主装甲）、-mm（水線下隔壁） 主甲板：51mm（機関区・弾薬庫上面） 主砲塔：254mm（前盾・側盾）、51mm（天蓋） 主砲バーベット部：254mm（甲板上部）、102mm（甲板下部） 副砲塔：127mm（前盾・側盾）、25.4mm（天蓋） 副砲バーベット部：127mm 司令塔：229mm（側盾）、-mm（天蓋） |

丹後（たんご）は、大日本帝国海軍の戦艦。
元は、ロシア帝国海軍が建造したペトロパブロフスク級戦艦（ポルタヴァ級艦隊装甲艦）「ポルタワ」、「ポルターヴァ」、「ポルターワ」（Полтава）。
旅順攻囲戦で大破、着底し、旅順要塞降伏時に日本海軍によって捕獲され、戦利艦として「丹後」と改名されてから再就役した。艦名は丹後国に由来する。
明治天皇に奏聞した候補艦名に「讃岐」があった。

## 艦歴

### 「ポルターヴァ」時代

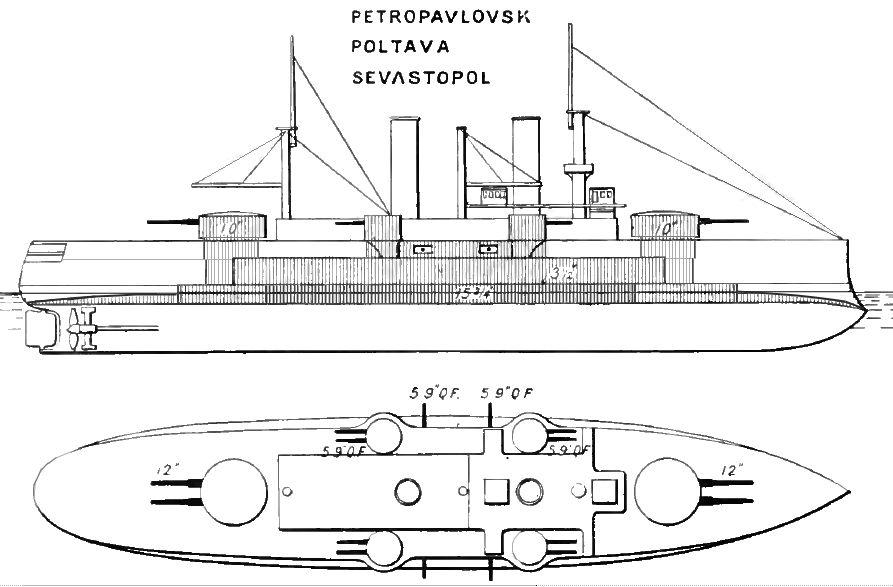
ポルタヴァ時代の武装・装甲配置を示した図。

サンクトペテルブルクのニュー・アドミラルティ造船所で建造。1892年2月建造開始。5月7日/5月19日起工。1894年10月25日/11月6日進水。1899年竣工。
1899年11月13日/25日に「ゲネラル・アドミラル・アプラクシン」が座礁すると、「ポルタワ」や「アドミラル・ウシャコフ」などが救難に向かった。
1900年10月3日/10月15日に極東へて向け出発し、1901年3月30日/4月12日に旅順に到着した。
1904年1月27日/2月9日未明、「ポルターヴァ」などの艦艇が旅順港外に停泊していたところを日本の駆逐隊が襲撃し、戦艦「ツェサレーヴィチ」、「レトヴィザン」と巡洋艦1隻が被雷。次いで同日昼には日本海軍の第一戦隊（三笠、朝日、富士、八島、敷島、初瀬）、第二戦隊（出雲、吾妻、八雲、常盤、磐手）、第三戦隊（笠置、千歳、高砂、吉野）がロシア側と交戦した。この戦闘で「ポルターヴァ」は2発被弾、または4発被弾して2名が負傷、もしくは30cm砲弾1発が艦首に命中した。
2月27日/3月11日、戦艦「セヴァストーポリ」と衝突。
3月31日/4月13日、日本の駆逐隊に攻撃された駆逐艦「ストラーシヌイ」救援のため戦艦「ペトロパヴロフスク」や「ポルターヴァ」などが出動し、日本の第三戦隊（千歳、高砂、吉野、常盤、浅間）と交戦。そのあと、「ペトロパヴロフスク」と戦艦「ポベーダ」が触雷し、「ペトロパヴロフスク」は沈没した。
6月10日/6月23日、「ポルターヴァ」を含むロシア艦隊は出港したが、日本艦隊と遭遇すると引き返した。この際、戦艦「セヴァストーポリ」が触雷している。
㋄上旬に地上の防衛強化のため艦隊から砲の一部を陸揚げすることが決まり、6月中旬にかけて実行された。「ポルターヴァ」からは6インチ砲4門が陸揚げされた。
7月28日/8月10日、黄海海戦に参加。死者12名負傷者43名を出した。
日本軍は黄海海戦の前ごろから砲台からの港内砲撃を開始しており、「ポルターヴァ」は8月5日/8月18日に4発被弾して前部煙突が破壊されるなどし、負傷者が5名出た。「ポルターヴァ」は9月21日、23日、24日/10月4日、6日、7日にも命中弾を受けた。また、9月18日/10月1日に28cm砲弾1発が命中したとも。一方、「ポルターヴァ」は旅順防衛部隊支援のため9月から11月の間に12インチ砲弾110発を発射した。
黄海海戦後は艦からの砲の取り外しがさらに進み、9月には「ポルターヴァ」は6インチ砲3門、47mm砲4門、37mm砲26門を欠く状態になった。
11月22日/12月5日に203高地の左右の頂上が日本軍に占領されると、そこに観測所を設置した日本軍の砲撃で港内のロシア艦艇は撃沈されていく。11月22日/12月5日14時25分、11インチ砲弾1発が「ポルターヴァ」左舷に命中し、47mm砲の弾薬庫で炸裂してそこにあった弾薬包2100発を爆発させた。さらに火災による熱で隣室の12インチ砲弾にも引火し、14時55分ごろに大爆発を起こした。火災は艦尾が着底するまで鎮火せず、翌朝「ポルターヴァ」は完全に沈んだ。

### 「丹後」時代

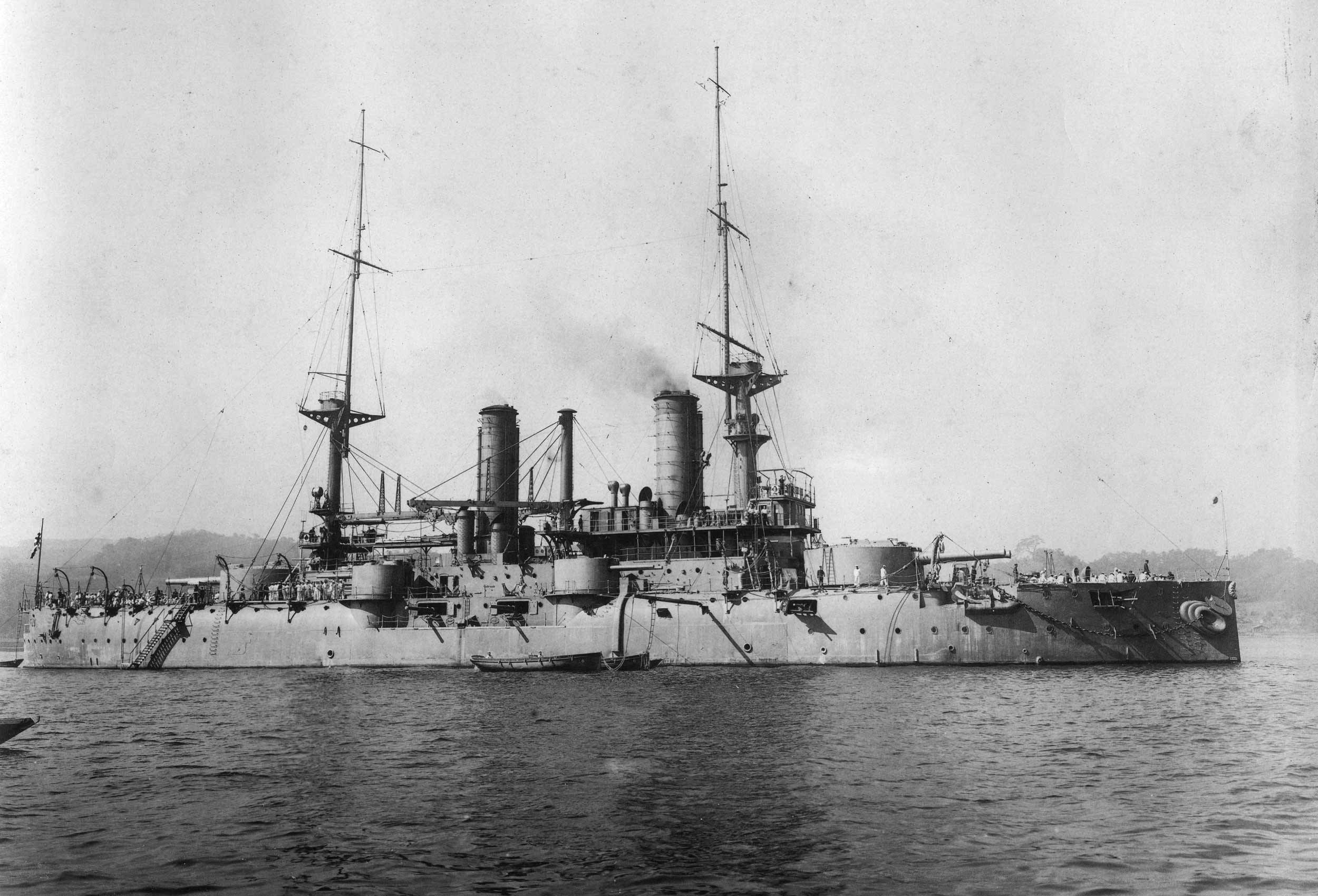
大日本帝国海軍戦艦「丹後」となった本艦。復旧時に上部構造物が簡略化された。

1905年（明治38年）1月1日、旅順要塞降伏にともない、日本海軍に捕獲される。
5月29日、浮揚処理開始。
起重機船で砲身・砲塔を取り外すなど、作業を行う。7月21日、浮揚成功。
8月22日、ポルタヴァは帝国軍艦籍に編入、丹後と命名される。一等戦艦に類別。
8月24日、3隻（丹後、満州丸、駆逐艦曙《初代》）は旅順港を出発、8月29日に舞鶴海軍工廠に到着。応急修理を受けたのち、10月12日に舞鶴を出発、20日に横須賀到着。
10月23日、東京湾で凱旋観艦式（明治天皇御召艦浅間、先導艦八重山）が行われる。元ロシア海軍艦艇（相模《ペレスウェート》、丹後《ポルタワ》、壱岐《インペラートル・ニコライ一世》、沖島《ゲネラル・アプラクシン》、見島《アドミラル・セニャーウィン》）等も凱旋観艦式に参列した。
12月12日、日本海軍は艦艇類別等級表を改定。戦艦の等級廃止にともない、日本海軍保有の9隻（富士、敷島、朝日、三笠、石見、相模、丹後、肥前、周防）が『戦艦』に類別される。
この折に海水に浸かったボイラーは国産の宮原式石炭専焼缶16基に換装され、それに伴って2本煙突も形状を変えた。前後のマスト上部に付くアンテナ用ポールも十字型のクロスツリーへと変更された。武装面では主砲と副砲はロシア製からイギリスのアームストロング社製の物に換装し、戦訓から対水雷艇迎撃用の「7.6cm（40口径）速射砲」を単装砲架で片舷5基ずつ計10基を追加し、艦首尾部の45.7cm水中魚雷発射管2基は全て撤去され、替わりに38.1cm水上魚雷発射管は使用する魚雷を大型の45.7cm魚雷に替えて使用した。
1912年（大正元年）8月28日、日本海軍は艦艇類別等級表の改訂を実施。「丹後」は一等海防艦（7000トン以上）に類別変更される。
第一次世界大戦が勃発すると日本とロシアは同盟国になった。
1916年（大正5年）4月4日、日本海軍は3隻（相模、宗谷、丹後）を軍艦籍より除籍。艦艇類別等級表からも削除。「丹後」はロシア海軍側に返還された。返還後、元の艦名はガングート級戦艦で使用されていたためにチェスマの海戦にちなんでチェスマ（Чесмаチスマー）と改称されてウラジオストック艦隊に所属した。その後は白海に移された。なお、同様の経緯で「相模」もロシア側に返還されて「ペレスウェート」となるが、ヨーロッパへ回航中の同艦は地中海で触雷、沈没した。

### 「チェスマ」時代
1917年（大正7年）2月3日、チェスマは白海艦隊に編入された。同年10月、乗員はソヴィエト軍に参加することを決定。
1918年（大正8年）より始まったロシア内戦中の3月に、連合軍がムルマンスクに到着した時、本艦は同地に在泊しており、そのまま連合軍に捕獲された。
本艦は座礁状態であったためにイギリスの判断でボルシェビキ40人を収容するハルク兼刑務所として使用された。1919年（大正9年）10月、イギリス軍が撤退した後、1920年（大正10年）4月24日、チェスマはボルシェビキの白海艦隊に所属。1921年（大正11年）6月16日に保管のためにアルハンゲリスクに移され、検査を受けたがイギリス軍により修理の限度を超えた損傷を受けたため1923年（大正12年）に廃棄処分とされ、1924年（大正13年）7月3日に解役、その後アルハンゲリスクで解体された。

## 艦長
※『日本海軍史』第9巻・第10巻の「将官履歴」及び『官報』に基づく。
日本海軍
- （兼）茶山豊也 大佐：1908年8月28日 - 9月15日
- 羽喰政次郎 大佐：1908年9月25日 - 11月5日
- 山縣文蔵 大佐：1909年4月17日 - 回航中
- （兼）上村翁輔 大佐：1911年3月1日 - 4月1日
- 笠間直 大佐：1911年4月1日 - 11月1日
- （兼）広瀬順太郎 大佐：1911年11月1日 - 12月1日
- （兼）向井弥一 大佐：1911年12月1日 - 1912年6月29日
- （兼）山崎米三郎 大佐：1912年6月29日 - 9月27日
- （兼）松岡修蔵 大佐：1912年9月27日 - 1913年4月1日
- （兼）水町元 大佐：1913年4月1日 - 12月1日
- （兼）荒西鏡次郎 大佐：1913年12月1日 - 1914年4月17日
- （兼）松岡修蔵 大佐：1914年4月17日 - 5月27日
- （兼）秋沢芳馬 中佐：1914年5月27日 - 1914年8月18日
- 秋沢芳馬 中佐：1914年8月18日 - 1914年12月1日
- （兼）本田親民 大佐：1914年12月1日 - 1916年2月17日
- （兼）久保来復 大佐：1916年2月17日 - 1916年12月1日

## ギャラリー

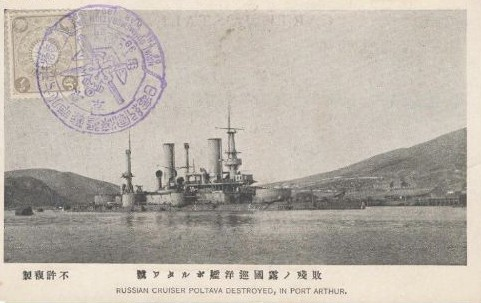
旅順にて着底した艦隊装甲艦ポルタヴァを載せた日本の葉書。
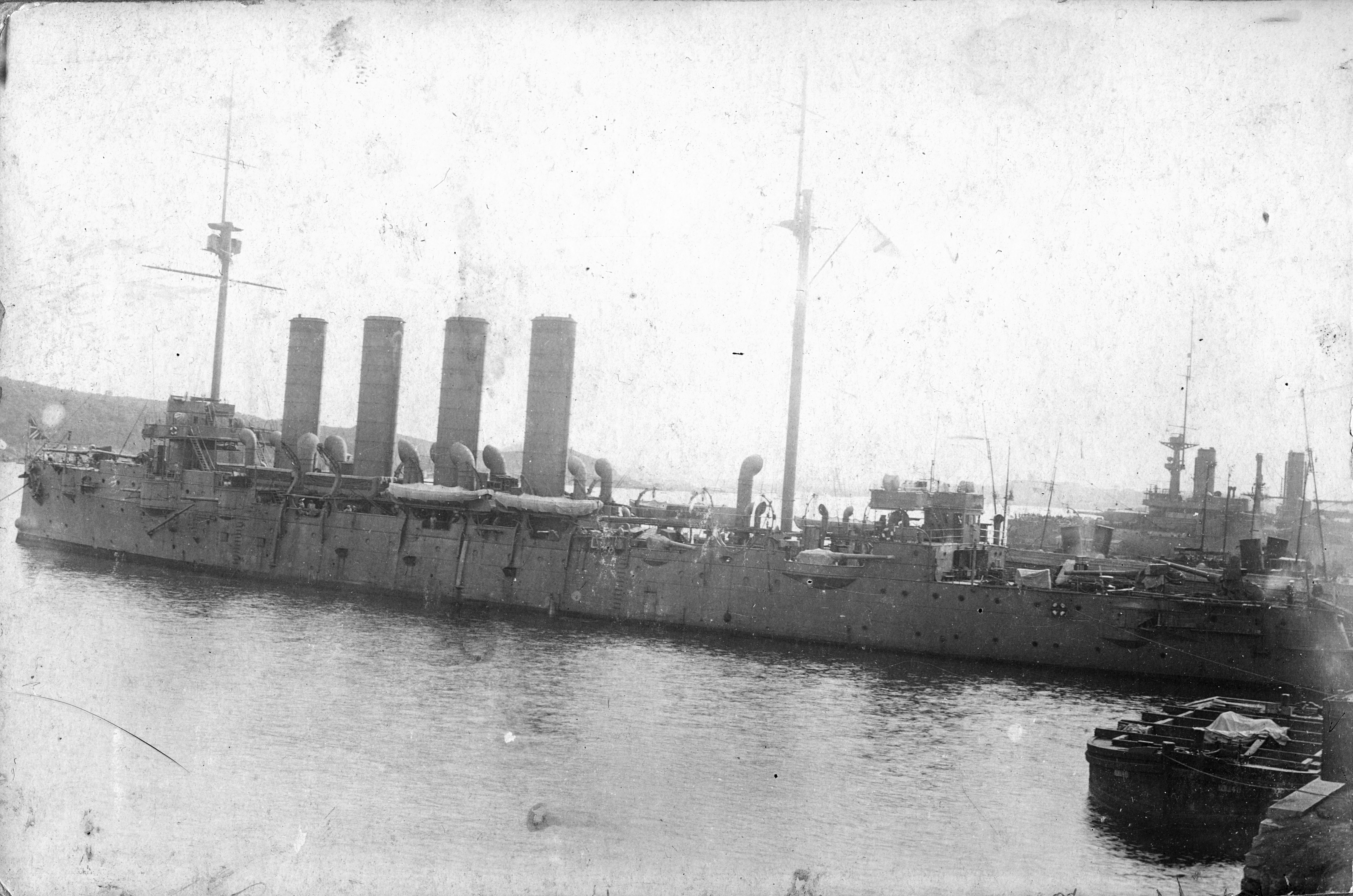
1916年、巡洋艦ヴァリャークとともにロシアへ返還された「チェスマ」。
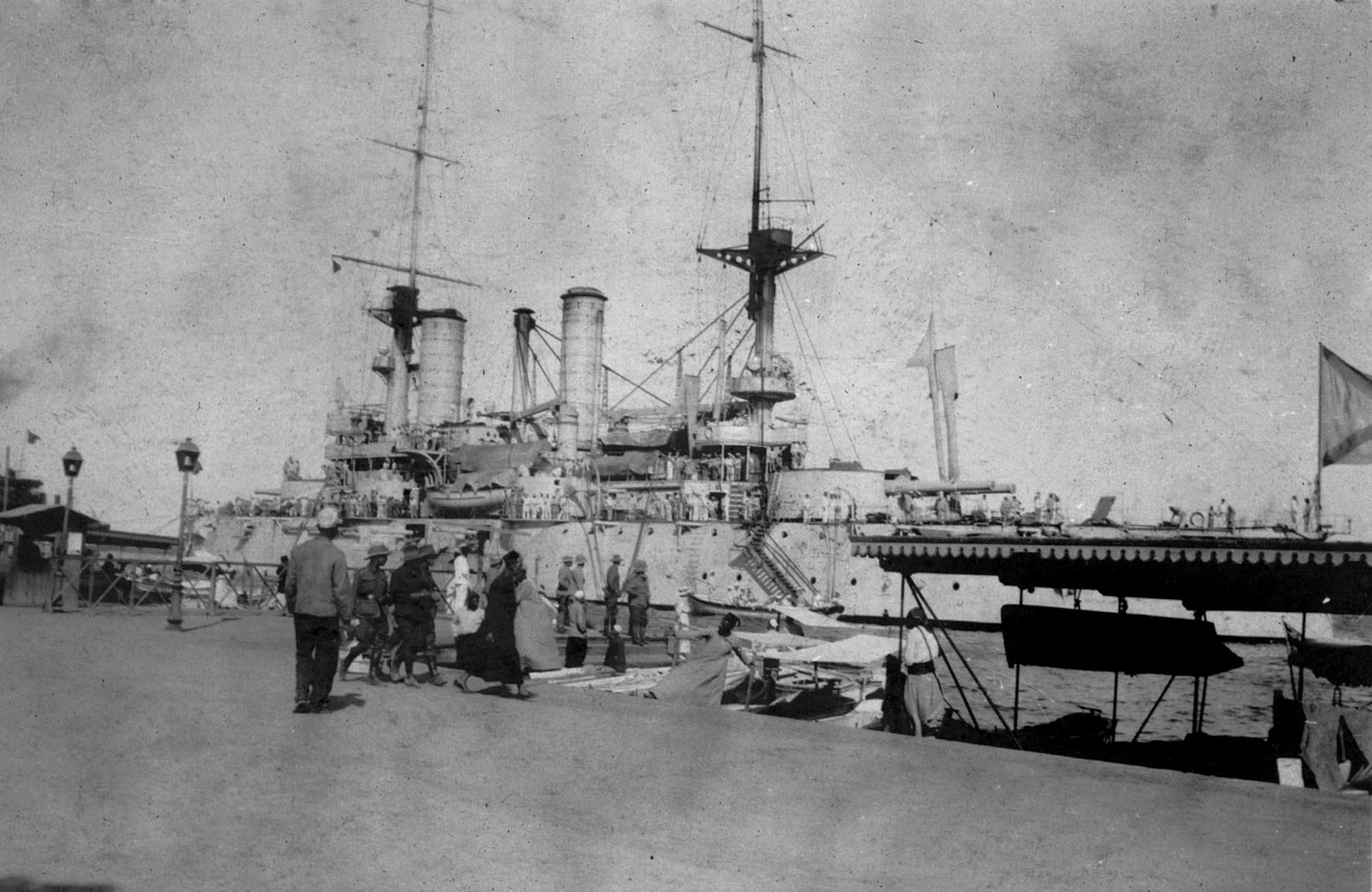
1916年にアレキサンドリアで撮られた「チェスマ」
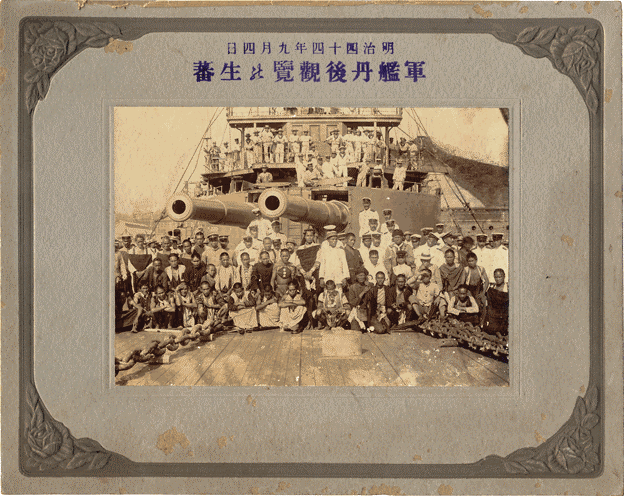
1911年台湾原住民領袖参観丹後軍艦。

## 同型艦
- ペトロパブロフスク級戦艦
  - ペトロパブロフスク[63]
  - セヴァストポリ[64]